# Philautus bunitus
Philautus bunitus es una especie de rana que habita en el oeste de Borneo, entre los 640 y 1800 m s. n. m.
Esta especie se encuentra amenazada de extinción debido a la destrucción de su hábitat natural.